# 磯見仁月
磯見 仁月（いそみ じんげつ）は、日本の漫画家。兵庫県出身。以前は磯西 仁という名義だった。

## 人物・経歴
- 2007年、サンデーまんがカレッジで『蝋燭師 弔』が佳作を受賞。
- 漫画家を目指したきっかけは、高橋留美子『らんま1/2』[1]。
- 歴史漫画の時代考証や現地取材を自身の趣味を兼ねておこなっている[1]。

## 作品リスト

### 漫画作品
- 『クロノ・モノクローム』小学館〈少年サンデーコミックス〉全5巻（『週刊少年サンデー』2014年1号 - 2015年1号）
- 『ナックルダウン』双葉社〈アクションコミックス〉全3巻（『漫画アクション』2016年18号[2] - 2017年19号）
  1. 2017年3月28日発売[3][4]、ISBN 978-4-575-84949-3
  2. 2017年5月27日発売[5]、ISBN 978-4-575-84980-6
  3. 2017年11月28日発売[6]、ISBN 978-4-575-85070-3
- 『傾国の仕立て屋 ローズ・ベルタン』新潮社〈BUNCH COMICS〉既刊10巻（『月刊コミックバンチ』2019年2月号[7] - 連載中） - ローズ・ベルタンを題材とした作品。
  1. 2019年7月9日発売[8]、ISBN 978-4-10-772196-9
  2. 2020年2月7日発売[9]、ISBN 978-4-10-772255-3
  3. 2020年7月9日発売[10]、ISBN 978-4-10-772298-0
  4. 2021年2月9日発売[11]、ISBN 978-4-10-772361-1
  5. 2021年7月8日発売[12]、ISBN 978-4-10-772406-9
  6. 2022年2月9日発売[13]、ISBN 978-4-10-772472-4
  7. 2022年8月8日発売[14]、ISBN 978-4-10-772524-0
  8. 2023年3月9日発売[15]、ISBN 978-4-10-772582-0
  9. 2023年11月9日発売[16]、ISBN 978-4-10-772662-9
  10. 2025年7月9日発売[17]、ISBN 978-4-10-772851-7

### その他
- 『コミック版 世界の伝記 49 サラ・ベルナール』原作（漫画: 山田一喜、監修: 白田由樹、ポプラ社、2021年）